# Gourlayia
Gourlayia is een geslacht van kevers uit de familie van de loopkevers (Carabidae). De wetenschappelijke naam van het geslacht is voor het eerst geldig gepubliceerd in 1964 door Britton.

## Soorten
Het geslacht Gourlayia is monotypisch en omvat slechts de volgende soort:
- Gourlayia regia Britton, 1964